# Armour-Geddon
Armour-Geddon est un jeu vidéo de combat aérien et terrestre développé et édité par Psygnosis en 1991 sur Amiga et Atari ST. Il a été adapté sous DOS en 1992. Le jeu a eu une suite en 1994, Armour-Geddon II: Codename Hellfire.

## Synopsis
Dans un futur proche, un petit pays a mis au point une nouvelle technologie de canon laser qui menace la paix dans le monde. Le joueur commande les opérations militaires qui visent à ralentir la production du canon laser et à terminer l'assemblage de la bombe à neutrons destinée à le détruire. 

## Système de jeu
Armour-Geddon est un simulateur en 3D surfaces pleines qui permet de contrôler six véhicules terrestres et aériens : des chars de combat léger et lourd, un aéroglisseur, un hélicoptère, un avion de chasse et un bombardier.  Le jeu implémente une dimension stratégique avec la nécessité de gérer une unité de recherche et développement pour créer de nouvelles armes. Il propose un mode deux joueurs par connexion null modem.

## Accueil
Amiga Format 85% • CU Amiga 81% • Génération 4 92% • Tilt 18/20 • Zzap! 94%